# Piercia mononyssa
Piercia mononyssa là một loài bướm đêm trong họ Geometridae.